# La buena mala madre
La buena mala madre (en hangul, 나쁜엄마; romanización revisada del coreano: Nappeun-eomma) es una serie de televisión surcoreana dirigida por Shim Na-yeon y protagonizada por Ra Mi-ran, Lee Do-hyun, Ahn Eun-jin y Yoo In-soo. Se emitió por el canal jTBC desde el 26 de abril hasta el 8 de junio de 2023, en horario de miércoles y jueves a las 22:30 (hora local coreana). También está disponible en la plataforma Netflix para algunas regiones del mundo.

## Sinopsis
Jin Young-soon pierde a su marido, aparentemente por suicidio, cuando está a punto de dar a luz al hijo de ambos, Kang-ho. Las circunstancias la llevan a ser una madre extremadamente estricta con él, pues no quiere que tenga la dura vida de sus padres, propietarios de una granja de cerdos. Así, lo obliga a estudiar sin descanso ni distracciones con el fin de que se llegue a ser fiscal. Después de lograrlo tras enormes sacrificios, Kang-ho se ha convertido en un hombre frío, ambicioso y además corrupto. Sin embargo, un día tiene un accidente de automóvil que lo pone al borde de la muerte, y tras despertar del coma Kang-ho ha perdido la memoria, la capacidad de moverse, y sobre todo vuelve a tener la mentalidad de un niño de siete años, los mismos que tienen los gemelos de la que fue su novia en la juventud, y con los que ahora suele jugar. En esta situación vuelve a casa de su madre, y entre los dos se produce un nuevo comienzo.

## Reparto

### Principal
- Ra Mi-ran como Jin Young-soon, una madre soltera que tiene una granja de cerdos y ha vivido una vida tenaz para proteger a su hijo.[5][6]
- Lee Do-hyun como Choi Kang-ho, el hijo de Young-soon, que trabaja como fiscal y tiene una personalidad fría. Sufre amnesia tras un accidente inesperado y regresa siendo un niño.[7][8][9]
  - Kim Kang-hoon como Kang-ho de niño.[10]
- Ahn Eun-jin como Lee Mi-joo, una artista de uñas, vieja amiga y exnovia de Kang-ho.[8][11]

### Secundario
- Yoo In-soo como Bang Sam-shik, el alborotador del pueblo. Ha estado enamorado de Mi-joo desde la infancia.[12]

#### Eje del Mal
- Choi Moo-sung como Song Woo-byuk, CEO de Woobyuk Group.[13][14]
- Jung Woong-in como Oh Tae-soo, exfiscal y miembro de la Asamblea Nacional.[15]
- Hong Bi-ra como Oh Ha-young, la única hija de Tae-soo y prometida de Kang-ho.[13]
- Choi Soon-jin como el gerente So Ji-seok, empleado de Woo-byuk. Se establece en Jowoo-ri con una falsa identidad.[16]
- Park Cheon como el subgerente Cha Seung-eon, empleado de Woo-byuk.

#### Gente de Jowoo-ri
- Kim Won-hae como Son Yong-rak, el alcalde del pueblo, que se ocupa de las cosas grandes y pequeñas que suceden en él.[2]
- Park Bo-kyung como la esposa del alcalde, de la que se rumorea que es hija de un hombre de la yakuza.[17][18]
- Kang Mal-geum como Jung Geom-ja, la madre de Mi-joo.[13]
- Seo Yi-sook como Park Sung-ae, la madre de Sam-shik, propietaria con su esposo de un molino.[19]
- Jang Won-young como el Sr. Bang, el padre de Sam-shik y dueño del molino.[13]
- Lee Sang-hoon como el Sr. Yang, hombre de múltiples intereses en Jowoo-ri, como propietario de una cervecería, de una pensión y de otros bienes raíces.
- Park Da-on como Seo-jin, uno de los hijos gemelos de Mi-joo y Kang-ho.[13]
- Ki So-yoo como Ye-jin, una de los hijos gemelos de Mi-joo y Kang-ho.[13]
- Baek Hyun-jin como Trot Baek / Baek Hoon-ah, un compositor excéntrico con la ambición de construir una sala de conciertos a gran escala en su ciudad natal.[13]

#### Otros
- Oh Ha-nee como Sun-young, la compañera del salón de manicura de Mi-joo.[20]
- Kim Sun-bin como compañero de clase de Kang-ho en el Instituto de Investigación y Capacitación Judicial.[21]
- Nam Mi-jung como la madre de Sun-young.
- Joshua Newton como Andrea, un trabajador extranjero a tiempo parcial en la granja de Young-soon.
- Kim Ji-woong como Lee Ji-woong, novio de Ha-young.
- Ki Eun-se como Hwang Soo-hyun, secretaria de Tae-soo.[22]
- Sung Nak-kyung como Cho Young-jae, el dueño del restaurante de pescado crudo.[22]
- Kim Yong-joon como investigador de Kang-ho cuando era fiscal.[23]
- Lee Kyu-hoe como Bae Sun-jang, jefe de una casa de juego.[24]
- Cho Young-kyu como el abogado de Woo-byuk.[25]

### Apariciones especiales
- Cho Jin-woong como Choi Hae-shik, marido de Young-soon.[26]
- Shin Seung-ho como funcionario en la división de ganado.
- Seo Dong-hyun como un fotógrafo de bodas.[27]
- Ryu Seung-ryong como un sastre.[28]

## Producción
La guionista de La buena mala madre es Bae Se-young, en lo que es su primera serie, aunque ha firmado el guion de muchas películas (What a Man Wants, Life is Beautiful, Intimate Strangers) entre las cuales un gran éxito de taquilla como Extreme Job. Por su parte, la directora Shim Na-yeon dirigió en 2017 Beyond Evil, ganadora del Premio a la Mejor serie en la categoría de televisión en los 57.º Baeksang Arts Awards.
En julio de 2022 Ra Mi-ran fue elegida como protagonista de la serie.
El canal jTBC anunció la serie en enero de 2023 con los nombres de los protagonistas, directora y guionista, y el 6 de marzo se completó el reparto de actores. El 5 de abril de 2023 se lanzó el tercer tráiler de la serie. El día 13 se publicó el cartel del grupo de personajes, el 18 se publicaron imágenes de algunas escenas, y al día siguiente un nuevo tráiler.

## Audiencia
La serie comenzó con un modesto 3,5 % pero fue creciendo constantemente hasta llegar al 12 % en su episodio final, prácticamente siempre como el programa más visto en su franja horaria.
| Temporada | Temporada | Episodio número | Episodio número | Episodio número | Episodio número | Episodio número | Episodio número | Episodio número | Episodio número | Episodio número | Episodio número | Episodio número | Episodio número | Episodio número | Episodio número | Promedio |
| Temporada | Temporada | 1               | 2               | 3               | 4               | 5               | 6               | 7               | 8               | 9               | 10              | 11              | 12              | 13              | 14              | Promedio |
| --------- | --------- | --------------- | --------------- | --------------- | --------------- | --------------- | --------------- | --------------- | --------------- | --------------- | --------------- | --------------- | --------------- | --------------- | --------------- | -------- |
|           | 1         | 0.779           | 0.934           | 1.156           | 1.415           | 1.378           | 1.588           | 1.568           | 1.837           | 1.946           | 2.123           | 2.132           | 2.396           | 2.277           | 2.669           | 1.728    |

| Episodio | Fecha de emisión    | Índice de audiencia (Nielsen Korea) | Índice de audiencia (Nielsen Korea) |
| Episodio | Fecha de emisión    | Nacional                            | Seúl                                |
| --- | ------------------- | ----------------------------------- | ----------------------------------- |
| 1 | 26 de abril de 2023 | 3,588 % (3.ª)                       | 4,166 % (1.ª)                       |
| 2 | 27 de abril de 2023 | 4,310 % (4.ª)                       | 4,836 % (3.ª)                       |
| 3 | 3 de mayo de 2023   | 5,706 % (1.ª)                       | 6,428 % (1.ª)                       |
| 4 | 4 de mayo de 2023   | 7,033 % (1.ª)                       | 7,596 % (1.ª)                       |
| 5 | 10 de mayo de 2023  | 6,67 % (1.ª)                        | 6,666 % (1.ª)                       |
| 6 | 11 de mayo de 2023  | 7,701 % (2.ª)                       | 8,056 % (1.ª)                       |
| 7 | 17 de mayo de 2023  | 7,494 % (1.ª)                       | 8,153 % (1.ª)                       |
| 8 | 18 de mayo de 2023  | 8,446 % (1.ª)                       | 9,526 % (1.ª)                       |
| 9 | 24 de mayo de 2023  | 9,439 % (1.ª)                       | 9,604 % (1.ª)                       |
| 10 | 25 de mayo de 2023  | 9,956 % (1.ª)                       | 10,553 % (1.ª)                      |
| 11 | 31 de mayo de 2023  | 10,257 % (1.ª)                      | 10,648 % (1.ª)                      |
| 12 | 1 de junio de 2023  | 10,998 % (1.ª)                      | 12,339 % (1.ª)                      |
| 13 | 7 de junio de 2023  | 10.592% (1.ª)                       | 11.097% (1.ª)                       |
| 14 | 8 de junio de 2023  | 12,032 % (1.ª)                      | 13,604 % (1.ª)                      |
| Promedio | Promedio            | 8,159 %                             | 8,805 %                             |
| - En la tabla superior, aparecen en azul los índices más bajos, y en rojo los más altos. - Esta serie se transmite mediante televisión por cable/TV de pago, que por lo general tiene una audiencia más pequeña en comparación con la de cadenas públicas como (KBS, SBS, MBC y EBS). |                     |                                     |                                     |

## Premios y nominaciones
| Año  | Premios              | Categoría                  | Candidato           | Resultado | Ref.   |
| ---- | -------------------- | -------------------------- | ------------------- | --------- | ------ |
| 2024 | Baeksang Arts Awards | Mejor serie                | La buena mala madre | Pendiente | [ 36 ] |
| 2024 | Baeksang Arts Awards | Mejor actriz de televisión | Ra Mi-ran           | Pendiente | [ 36 ] |
| 2024 | Baeksang Arts Awards | Mejor actriz de reparto    | Kang Mal-geum       | Pendiente | [ 36 ] |
| 2024 | Baeksang Arts Awards | Mejor guion                | Bae Se-young        | Pendiente | [ 36 ] |